# 英国驻新西兰高级专员公署
英國駐紐西蘭高級專員公署（英語：High Commission of the United Kingdom）是英國駐紐西蘭的外交代表機構。它位於紐西蘭首都惠靈頓桑登郊區的希爾街。

## 概要
1939年之前，紐西蘭總督是英國政府和英國王室的官方代表，自1939年開始，英國駐紐西蘭高級專員是英國政府在紐西蘭的官方代表。
英國駐紐西蘭高級專員也是皮特肯、亨德森、迪西和奧埃諾群島的非常駐總督。
英國在奧克蘭還設有總領事館。